# Camp de concentration de Crest
Pour les articles homonymes, voir Crest.

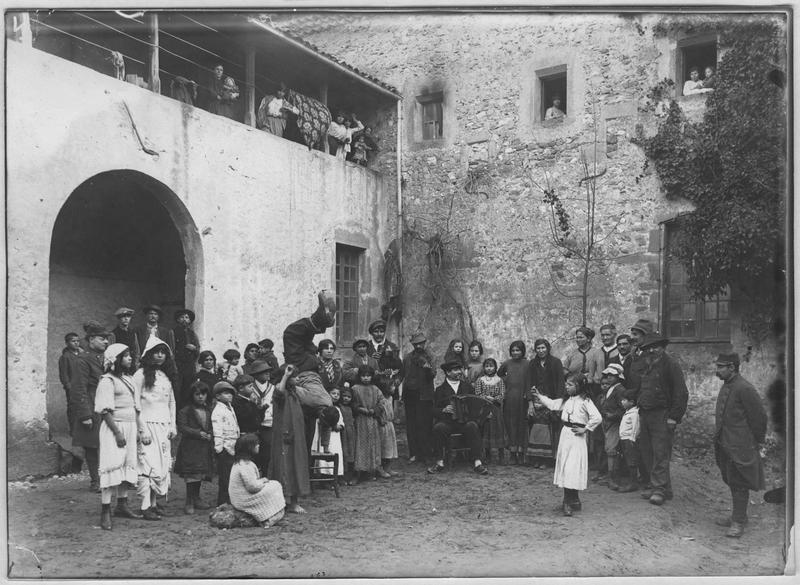
Familles dans le camp, en 1916.

Le camp de concentration de Crest est un camp de concentration situé à Crest (Drôme) et ayant été utilisé pendant la Première Guerre mondiale pour l'internement des tziganes originaire d'Alsace-Lorraine.

## Terminologie
Le terme « camp de concentration » n'a alors pas le sens qu'il aura pendant la Seconde Guerre mondiale,.

## Historique

### Création
Les Romanichels de nationalité allemande sont envoyés dès le début de la guerre dans des camps d'internement pour ressortissants d'une nation ennemie. Ceux ayant la nationalité française sont inquiétés pour divers motifs, à cause de leur circulation dans la zone des combats ou simplement pour « vagabondage ». Ces derniers sont donc arrêtés et envoyés avec d'autres Alsaciens-Lorrains dans des camps d'internement.
En décembre 1914 et en mars 1915, 160 sont envoyés à Crest, dans un ancien couvent franciscain.

### Organisation

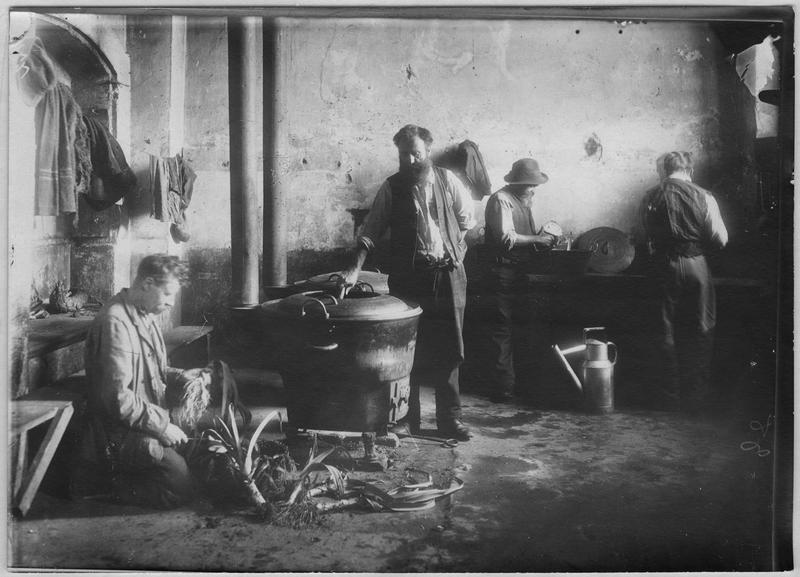
Hommes autour d'un poële dans le camp.

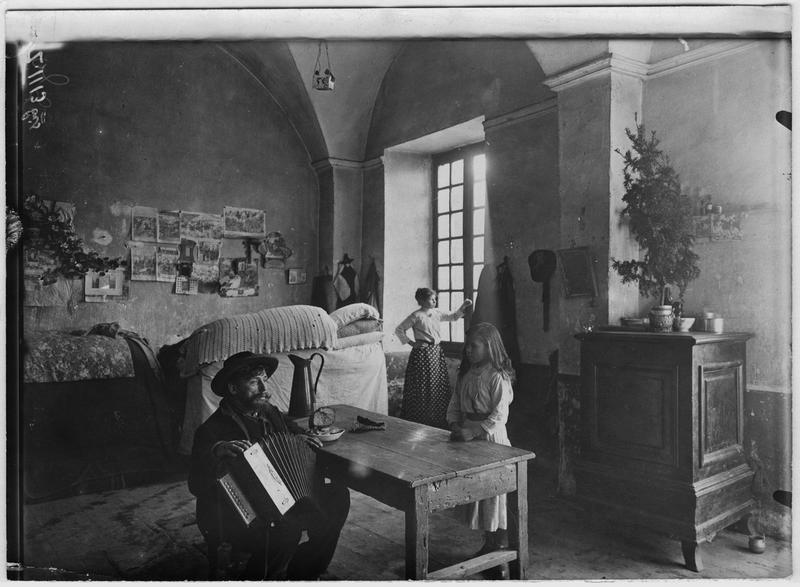
Intérieur d'un ménage de nomades avec neuf enfants.

Le camp est dirigé par un directeur civil, avec des gardes militaires.
Plus de la moitié des internés a moins de 16 ans. Un normalien alsacien est envoyé pour leur faire cours. Certains adultes exercent un travail à l'intérieur du camp, notamment les vanniers et les rempailleurs, et d'autres à l'extérieur, avec des permissions de sortie limitées.
Les lieux se révèlent assez insalubres et le chauffage est difficile. Les conditions d'internement sont dures mais pas insoutenables. Le camp déplore le décès de six enfants et quatre adultes, pour vingt-huit naissances.

### Relations avec les sédentaires
La population locale se plaint des Roms, demandant que leurs sorties soient interdites. La municipalité de Crest interdit la commune aux nomades extérieurs au camp. Les autorisations de sortie sont limitées à la suite des craintes de la population, notamment des femmes.
Les familles réclament auprès de l'administration leur libération, ou au moins leur regroupement. Un certain nombre s'engage dans l'armée française, ce qui permet souvent la libération de leur famille. Les évasions se multiplient en 1918-1919.

### Fermeture
Le camp ferme le 14 juillet 1919.